# Blago Zadro
Blago Zazdro (ur. 4 sierpnia 1944 w Donji Mamići, zm. 16 października 1991 w Vukovarze) – chorwacki oficer i polityk, uczestnik wojny w Chorwacji.
Był jednym z założycieli struktur Chorwackiej Wspólnoty Demokratycznej we wschodniej Slawonii. W trakcie wojny w Chorwacji dowodził 3 batalionem. Zginął w trakcie walk i został pośmiertnie awansowany do stopnia generała.